# Majoritet
Majoritet eller flertal, de som utgör flest av de röstande. Motsatsen är minoritet, eller mindretal. Det finns bara en majoritet men det kan finnas flera minoriteter om det finns fler än två alternativ att rösta på.
Orden majoritet och minoritet används även i andra sammanhang, exempelvis en majoritet av befolkningen är hinduer eller de manliga sjuksköterskorna är i minoritet.